# プレス (曲)
「プレス」（Press ）は、1986年にポール・マッカートニー（Paul McCartney）が発表した楽曲。または、同曲が収録されたシングル。

## 解説
ソロ・アルバム『プレス・トゥ・プレイ』からの先行シングル。7インチ・12インチの他に、イギリスでは円形ジャケットの10インチ・シングルも発売された。アナログシングルは「ビデオ・エディット」で現行のCDとはアレンジが異なる。
PVはポールがロンドンの地下鉄に突然乗り込み口パクをしているというもの。驚いた乗客や絡む乗客も写される。
ほぼゲリラ撮影である。このPVは「ポール・マッカートニーアンソロジー」（回想コメントも聞ける）で視聴できる。

## 収録曲
10inch
- プレス(Press)
- イッツ・ノット・トゥルー (It's Not True) (Mixed by Jollian Mendelsohn)
- プレス(Press) (Video edit)

7inch 
- プレス(Press) (edited version)
- イッツ・ノット・トゥルー (It's Not True)

12inch 
- プレス(Press) (Video soundtrack)
- イッツ・ノット・トゥルー (It's Not True) (Mixed by Jollian Mendelsohn)
- ハングライド (Hanglide)
- プレス(Press) (dubmix)

7inch - 2nd version
- プレス(Press) (Video edit)
- イッツ・ノット・トゥルー (It's Not True)